# Евстафий (Евдокимов)
Архиепи́скоп Евста́фий (в миру Евге́ний Влади́мирович Евдоки́мов; 1 ноября 1951, село Калтасы, Башкирская АССР) — архиерей Русской православной церкви на покое, почётный настоятель подворья Свято-Троицкой Сергиевой Лавры при храме в честь Корсунской иконы Божией Матери в селе Глинково Сергиево-Посадского района Московской области.

## Биография
Мать его была учительницей, отец — служащим. В семье были ещё двое младших детей, Дмитрий и Галина. Храма поблизости не было (ближайший в 150 км), но первые начатки святой веры мальчик получил от своей бабушки Анны Кузьминичны".
По окончании школы, год работал электриком на местном заводе в районном центре. В 1969 году по пути на вступительные экзамены в технологический институт в Воронеж, он заехал в Троице-Сергиеву лавру. Обучаясь в Воронежском технологическом институте, он пришёл в храм, где священником был будущий митрополит Евсевий (Саввин).
После третьего посещения Троице-Сергиевской лавры в 1971 году принял решение стать монахом. Узнав, что в духовную семинарию берут только после армии, он уходит служить. В армии он получил специальность радиста, и в звании сержанта ему доверили радиостанцию. Так как радиостанция была расположена в небольшом деревянном домике, он часто бывал один, что использовал для совершенствования духовных знаний, чтения молитв, серьёзных раздумий о жизни временной и вечной. В конце службы в армии в 1974 году у него окончательно созрело желание поступить в семинарию.
В 1974 году поступил в Московскую духовную семинарию, затем — в Московскую духовную академию. В течение нескольких лет нёс академическое послушание иподиакона владыки ректора архиепископа Владимира (Сабодана). В конце III курса Академии поступил в братство Троице-Сергиевой Лавры.
4 декабря 1980 года в Троицком соборе Троице-Сергиевой лавре пострижен в монашество с наречением в честь великомученика Евстафия Плакиды.
4 января 1981 года рукоположён в сан иеродиакона. В том же году окончил Московскую духовную академию, защитив кандидатскую диссертацию на тему: «Учение прп. Симеона Нового Богослова о благодати».
27 марта 1982 года рукоположён в сан иеромонаха.
Будучи насельником Троице-Сергиевой Лавры нёс послушание рухольного, помощника эконома, преподавателя заочного сектора Московской духовной семинарии и академии, являясь профессорским стипендиатом.
В 1984 году к празднику Пасхи возведён в сан игумена. В том же году направлен на служение во вновь открывшийся Данилов монастырь в Москве, где нёс послушание ризничего и помощника наместника. В 1986 году награждён крестом с украшениями.
В январе 1988 года наместником Данилова монастыря архимандритом Тихоном (Емельяновым) направлен в командировку в качестве строителя во вновь открывшийся Толгский монастырь в Ярославле. Впоследствии занял должность эконома и духовника данного монастыря.
В мае 1991 года в ведение Ярославской епархии был передан Спасо-Яковлевский Димитриев мужской монастырь в Ростове, куда игумен Евстафий был назначен наместником. 16 мая того же года в Димитриевском храме отслужил первую после начала возрождения монастыря литургию. Через три недели, перед праздником Всех святых в земле Ростовской и Ярославской просиявших, организовал перенос мощей святителя Димитрия из фондов музея в монастырь с крестным ходом, который стал первым городским крестным ходом в Ростове за несколько десятилетий.
24 апреля 1994 года на праздник Входа Господня во Иерусалим по благословению Патриарха Московского и всея Руси Алексия игумен Евстафий был возведён в сан архимандрита.
За время управления им монастырём были проведены планировочные работы территории монастыря (снят грунт около 1 метра, устроены по всей территории дренаж, ливневая канализация), посажен сад, разбит цветник. Благоустройство территории сделано по проекту ландшафтного архитектора Ярослава Волкова (г. Ярославль). Пруд перед монастырём очищен от загрязнений. На месте святого источника, зарытого в годы советской власти, в 1996 году была поставлена и освящена часовня во имя святителя Иакова. В монастыре были созданы библиотека, ризничная, иконописно-реставрационная мастерская, швейная мастерская для пошива одежды братии, пекарня, просфорня, столярная мастерская, мастерская по ремонту транспорта, техники, баня, прачечная.

### Архиерейство
29 декабря 1999 года решением Священного синода избран епископом Читинским и Забайкальским. Епископская хиротония состоялась 30 января 2000 года в Богоявленском соборе Москвы. Хиротонию совершили патриарх Московский и всея Руси Алексий II, митрополит Крутицкий и Коломенский Ювеналий (Поярков), митрополит Солнечногорский Сергий (Фомин), митрополит Волоколамский и Юрьевский Питирим (Нечаев), архиепископы Псковский и Великолукский Евсевий (Саввин), Владимирский и Суздальский Евлогий (Смирнов), Ярославский и Ростовский Михей (Хархаров), епископ Орехово-Зуевский Алексий (Фролов), епископ Красногорский Савва (Волков).
27 декабря 2000 года Священный синод Русской православной церкви постановил «Временное архипастырское попечение о пастве Китайской Автономной Православной Церкви, проживающей в Автономном Районе Внутренняя Монголия Китайской Народной Республики, возложить на епископа Читинского и Забайкальского Евстафия в координации с Отделом внешних церковных связей Московского Патриархата».
27 мая 2009 года решением Священного синода назначен ректором созданного тогда же Читинского духовного училища.
10 октября 2009 года решением Священного синода после выделения из состава Читинской епархии самостоятельной Бурятской епархии епископу Евстафию определено иметь титул Читинский и Краснокаменский.
3 февраля 2013 года, в неделю 35-ю по Пятидесятнице, перед началом второго дня работы Освящённого Архиерейского собора Русской православной церкви епископ Читинский и Краснокаменский Евстафий был возведён в сан архиепископа.
30 мая 2014 года Священным синодом назначен архиепископом Александровским и Юрьев-Польским.
1 февраля 2017 года в день интронизации патриарха Кирилла на Божественной литургии в храме Христа Спасителя в связи с 65-летием со дня рождения архиепископ Евстафий награждён памятной панагией.
14 мая 2018 года Священным синодом почислен на покой по состоянию здоровья, местом пребывания на покое архиепископу Евстафия определена Свято-Троицкая Сергиева лавра.
16 августа 2018 года указом патриарха Кирилла назначен настоятелем подворья Свято-Троицкой Сергиевой лавры при храме в честь Корсунской иконы Божией Матери в селе Глинково Сергиево-Посадского района Московской области.
17 июля 2019 года указом патриарха Кирилла освобождён от должности настоятеля подворья Свято-Троицкой Сергиевой лавры при храме в честь Корсунской иконы Божией Матери и назначен почётным настоятелем данного подворья.

## Прочие сведения
В 2006 году епископ Евстафий запретил в священнослужении Сергия Таратухина за отказ освятить административное здание колонии в Краснокаменске, в которой отбывал срок заключения Михаил Ходорковский.
В 2009 году указ правящего архиерея о запрете в служении протоиерея Виктора Ковалёва, настоятеля храма Рождества Пресвятой Богородицы в посёлке Атамановка под Читой, вызвал дискуссию на сайте информационного агентства «Чита.ру» и в «Живом журнале» Андрея Кураева.

## Награды
Церковные:
- Орден преподобного Сергия Радонежского II степени.
- Орден преподобного Серафима Саровского II степени (2012 г)[15].

Светские:
- Медаль ордена «За заслуги перед Отечеством» II степени (19 ноября 2009 года) — за большой вклад в развитие духовной культуры и укрепления дружбы между народами[16].